# Schwabach
Schwabach är en distriktsfri stad i det tyska förbundslandet Bayern som tillhör storstadsregionen Nürnberg. Schwabach ligger vid floden med samma namn och har cirka 41 000 invånare.

## Stadsbild
Schwabachs omgivning kännetecknas av skogar, och i norr är staden sammanvuxen med Nürnbergs förorter.[källa behövs] Bland sevärda byggnader märks stadskyrkan från 1495, med konst av Adam Kraft, Veit Stoss och Michael Wolgemut, och rådhuset från 1528.

## Historia
Schwabach nämns första gången i urkunderna 1117.[källa behövs] Området hamnade under ätten Hohenzollerns inflytande,[källa behövs] och fick stadsprivilegier 1371.

### Schwabachartiklarna
Efter det misslyckade religionssamtalet i Marburg i början av oktober 1529 författade reformatorerna Martin Luther, Philipp Melanchthon och Justus Jonas, på uppmaning av kurfursten Johan den ståndaktige av Sachsen, som eftersträvade ett förbund med de reformerta städerna Ulm och Strassburg, 17 artiklar, de så kallade Schwabachartiklarna, på grundval av de 15 Marburgartiklarna. Dessa framlades på ett konvent i Schwabach 16 oktober 1529, men på grund av deras strängt antizwinglianska avfattning avböjdes de av de reformerta. Däremot bildade de grundvalen för den följande år framlämnade Augsburgska bekännelsen.

### Senare tid
Schwabach skadades svårt 1941, under andra världskriget, men dess gamla stadskärna är sedan dess återuppbyggd. Staden blev 1979 den första tyska staden som tilldelades Europa Nostras medalj för bevarande av arkitektur och landskap.

## Näringsliv
Schwabach har ett mångsidigt näringsliv. Stadens mest kända exportartikel är bladguld, som bland annat har använts för att smycka Buckingham Palace, kyrkor i Ukraina och palats på Arabiska halvön.[källa behövs]

## Vänorter
- Les Sables-d’Olonne, Frankrike
- Kemer, Turkiet
- Kalampaka, Grekland
- Hildburghausen, Tyskland